# Werner Müller (Mathematiker)
Werner Müller (* 7. September 1949 in Großschönau) ist ein deutscher Mathematiker, der sich mit globaler Analysis und automorphen Formen beschäftigt. Er lehrte bis zu seiner Emeritierung im Jahr 2016 an der Universität Bonn.

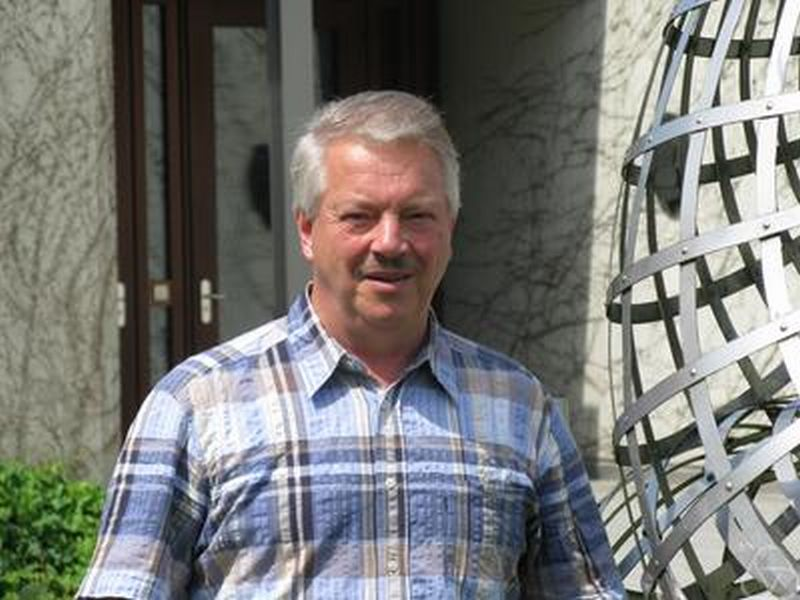
Werner Müller, Oberwolfach 2010

## Leben und Wirken
Werner Müller studierte Mathematik an der Humboldt-Universität zu Berlin, wo er 1977 bei Herbert Kurke mit der Arbeit Analytische Torsion Riemannscher Mannigfaltigkeiten promoviert wurde. In dieser Arbeit bewies er, zur gleichen Zeit wie Jeff Cheeger, aber unabhängig, eine Vermutung von D. B. Ray und Singer (Satz von Cheeger und Müller) der Äquivalenz von analytischer (Ray-Singer)-Torsion und Reidemeister-Torsion für kompakte Riemannsche Mannigfaltigkeiten. Danach wechselte er an das Karl-Weierstraß-Institut für Mathematik der Akademie der Wissenschaften der DDR. Nach der Wiedervereinigung ging er zunächst an das Max-Planck-Institut für Mathematik in Bonn. Seit 1994 ist er Professor mit Lehrstuhl für Globale Analysis an der Rheinischen Friedrich-Wilhelms-Universität in Bonn und ist damit der Nachfolger von Friedrich Hirzebruch.
1991 erhielt Müller gemeinsam mit Jeff Cheeger den Max-Planck-Forschungspreis. Im Jahr 2003 wurde er zum Mitglied der Leopoldina gewählt. 2015 wurde er in die Academia Europaea gewählt.
Werner Müller ist ordentliches Mitglied der Berlin-Brandenburgischen Akademie der Wissenschaften. 1992 hielt er einen Plenarvortrag auf dem ersten Europäischen Mathematikerkongress in Paris (Geometry and spectral theory). 1983 war er Invited Speaker auf dem Internationalen Mathematikerkongress in Warschau (Spectral geometry and non-compact Riemannian manifolds).

## Schriften
- Analytic torsion and R-torsion of Riemannian manifolds. Adv. in Math. 28 (1978), no. 3, S. 233–305.
- The trace class conjecture in the theory of automorphic forms. Ann. of Math. (2) 130 (1989), no. 3, S. 473–529.
- Relative zeta functions, relative determinants and scattering theory. Comm. Math. Phys. 192 (1998), no. 2, 309–347.
- Weyl’s law for the cuspidal spectrum of {\displaystyle {\rm {SL}}_{n}}. Ann. of Math. (2) 165 (2007), no. 1, 275–333.
- mit T. Finis, E. Lapid: On the spectral side of Arthur's trace formula—absolute convergence. Ann. of Math. (2) 174 (2011), no. 1, 173–195.